# Königshof (Töpen)
Königshof ist ein Gemeindeteil der Gemeinde Töpen im Landkreis Hof (Oberfranken, Bayern).

## Lage
Nördlich von Töpen auf einer Höhe vo 589 m ü. NHN befindet sich parallel zur Bundesstraße 2 die Königshofer Straße und kurz vor der bayerischen Grenze, südlich von Juchhöh vor dem Tannenbachgrund der Weiler Königshof.

## Geschichte
Der Königshof war wohl eine Stätte der Jagd für bestimmte Persönlichkeiten. Später diente er zur ökonomischeren Bewirtschaftung bestimmter Ländereien. In der vorliegenden Geschichte zu Töpen wird über die Besiedlung des Landstriches berichtet. Die intensive Urbarmachung der Gegend begann im 12. Jahrhundert, als der Uradel des Vogtlandes sesshaft wurde. Nach dem Aussterben dieser Linie kamen dann die Zedlitz, Feilitzsch, Beulwitz und andere.